# ワイレア出版
ワイレア出版（ワイレアしゅっぱん、英語表記：Wailea publishing）は、東京都千代田区に本社を置く日本の出版社である。

## 概要
- 1998年1月に、東京都新宿区矢来町に株式会社大洋図書の関連会社として設立。
- 大洋図書発売の雑誌・ムックを発行している。

## 沿革

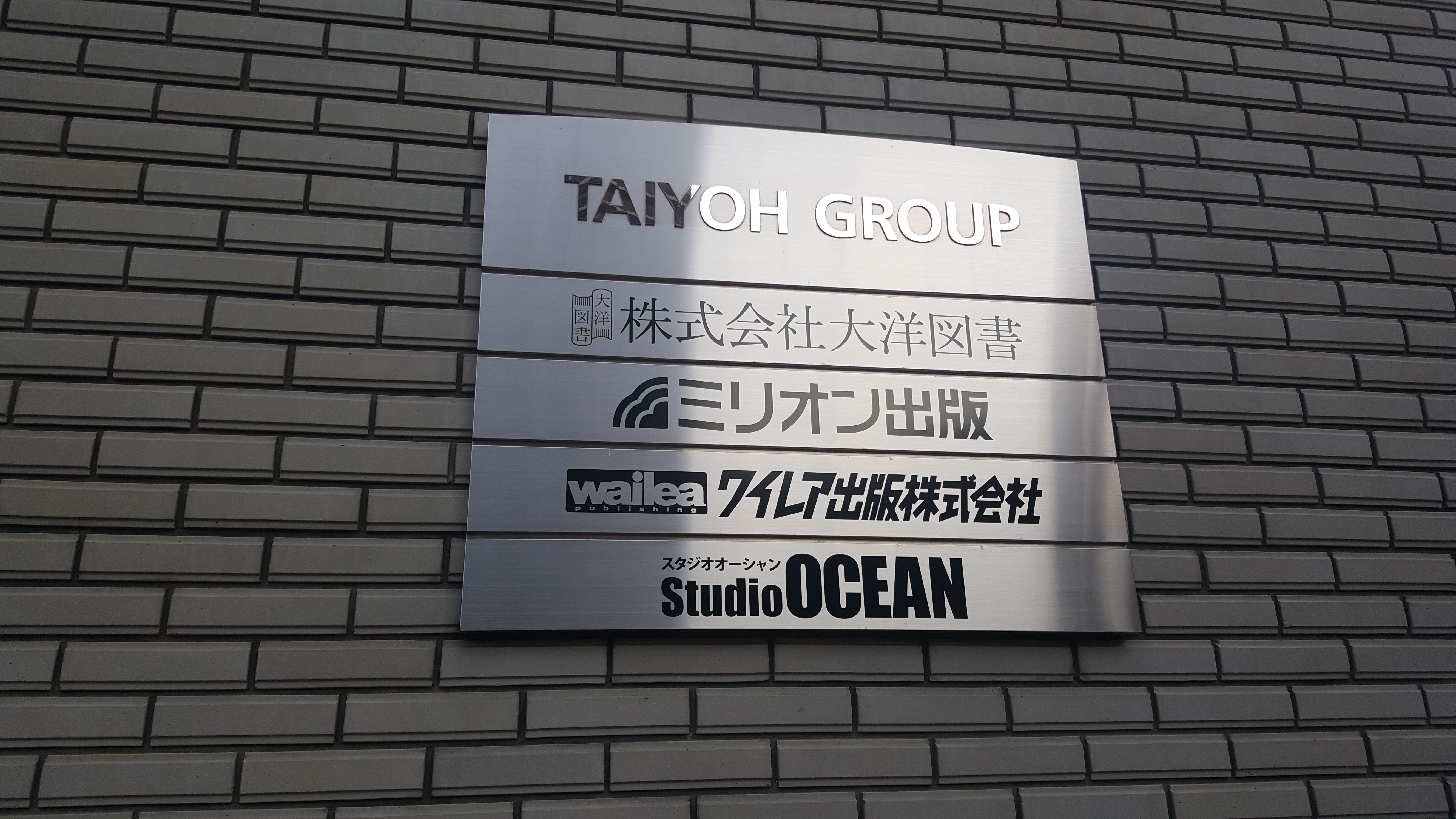
大洋ビルにある社名表記

- 1952年（昭和27年）6月、株式会社小出書房（代表 小出英男）として設立。中取次業及び特価卸業務を創業。
- 1965年（昭和40年）4月、株式会社大洋図書に商号変更。
- 1998年（平成10年）1月、東京都新宿区矢来町に株式会社大洋図書の関連会社「ワイレア出版株式会社」として設立。
- 2004年（平成16年）7月、東京都千代田区西神田に移転。

## 主な刊行物

### アダルト写真雑誌
- ごぶさたな奥さん（発売：大洋図書、奇数月21日発売）
- 花と蜜（発売：大洋図書、偶数月5日発売）

### 休刊・廃刊
- Cream（メディアックスに移管）
- ゴッツ！
- スナイパーEVE(ムック)
- 別冊投稿キングDVD

他写真集各種

## 関連・グループ会社
- 株式会社大洋図書
- ミリオン出版株式会社
- 有限会社タイヨープランニング